# Aggelos Liasos
Aggelos Liasos (in greco Άγγελος Λιάσος?; Florina, 26 maggio 2000) è un calciatore greco, centrocampista del Panserraïkos.

## Carriera

### Club
Cresciuto nel settore giovanile del PAS Giannina, ha esordito in prima squadra il 29 settembre 2019 disputando l'incontro di Souper Ligka Ellada 2 pareggiato 1-1 contro il Panachaïkī.

### Nazionale
Tra il 2021 ed il 2022 ha giocato complessivamente 5 partite con la nazionale greca Under-21.

## Statistiche

### Presenze e reti nei club
Statistiche aggiornate al 3 ottobre 2021.
| Stagione        | Squadra         | Campionato      | Campionato | Campionato | Coppe nazionali | Coppe nazionali | Coppe nazionali | Coppe continentali | Coppe continentali | Coppe continentali | Altre coppe | Altre coppe | Altre coppe | Totale | Totale |
| Stagione        | Squadra         | Comp            | Pres       | Reti       | Comp            | Pres            | Reti            | Comp               | Pres               | Reti               | Comp        | Pres        | Reti        | Pres   | Reti   |
| --------------- | --------------- | --------------- | ---------- | ---------- | --------------- | --------------- | --------------- | ------------------ | ------------------ | ------------------ | ----------- | ----------- | ----------- | ------ | ------ |
| 2018-2019       | PAS Giannina    | SL              | 0          | 0          | CG              | 0               | 0               |                    | -                  | -                  |             | -           | -           | 0      | 0      |
| 2019-2020       | PAS Giannina    | SL2             | 14         | 0          | CG              | 4               | 0               |                    | -                  | -                  |             | -           | -           | 18     | 0      |
| 2020-2021       | PAS Giannina    | SL              | 23         | 1          | CG              | 5               | 0               |                    | -                  | -                  |             | -           | -           | 28     | 1      |
| 2021-2022       | PAS Giannina    | SL              | 2          | 0          | CG              | 0               | 0               |                    | -                  | -                  |             | -           | -           | 2      | 0      |
| Totale carriera | Totale carriera | Totale carriera | 39         | 1          |                 | 9               | 0               |                    | -                  | -                  |             | -           | -           | 48     | 1      |

## Palmarès

### Club

#### Competizioni nazionali
- Souper Ligka Ellada 2: 1

PAS Giannina: 2019-2020